# Ziarnistość czerwona nosa
Ziarnistość czerwona nosa (łac. granulosis rubra nasi) – bardzo rzadka, sporadycznie lub rodzinnie występująca choroba skóry wieku dziecięcego, zajmująca skórę nosa, policzków i podbródka. Charakteryzuje się zaczerwienieniem, nadmierną potliwością (hyperhydrosis), i małymi, ciemnoczerwonymi grudkami blednącymi w diaskopii. Schorzenie opisał jako pierwszy Josef Jadassohn w 1901 roku.